# Sandro Cardoso dos Santos
Sandro Cardoso dos Santos (nacido el 22 de marzo de 1980) es un exfutbolista brasileño que se desempeñaba como delantero.
Jugó para clubes como el Portuguesa Santista, JEF United Ichihara y Thun.

## Trayectoria

### Clubes
| Club                    | País          | Año         |
| ----------------------- | ------------- | ----------- |
| Portuguesa Santista     | Brasil        | 1998 - 2000 |
| Suwon Samsung Bluewings | Corea del Sur | 2000 - 2002 |
| JEF United Ichihara     | Japón         | 2003 - 2004 |
| Suwon Samsung Bluewings | Corea del Sur | 2005 - 2007 |
| Jeonnam Dragons         | Corea del Sur | 2007        |
| Guangzhou R&F           | China         | 2007 - 2008 |
| Thun                    | Suiza         | 2009        |
| Shandong Luneng Taishan | China         | 2009        |
| Guangzhou R&F           | China         | 2010        |